# Індіана Джонс і останній хрестовий похід: Графічна пригода
Індіана Джонс і останній хрестовий похід: Графічна пригода (англ. Indiana Jones and the Last Crusade: The Graphic Adventure) — це графічна пригодницька відеогра, що вийшла 1989 року (одночасно з виходом фільму з такою ж назвою Індіана Джонс і останній хрестовий похід), опублікована Lucasfilm Games. Це була третя гра з використанням рушія SCUMM.

## Ігровий процес
Останній хрестовий похід була однією з найінноваційніших пригод LucasArts. Твір розширив традиційну структуру пригодницьких ігор LucasArts, включивши в гнучку точку системи-рахунок IQ, або -І «Indy Quotient», дозволяючи грі завершитися декількома різними способами. Бальна система була схожа на пригодницьку гру Сьєрра, однак, коли гра була відновлена, загальний IQ вашої попередньої гри був збережений. Єдиний спосіб досягти максимального IQ 800 був, знаходячи альтернативні рішення головоломок, таких як боротьба з вартою замість того, щоб уникнути її. Це протиставляє одну загальну критику пригод гри, внаслідок чого, бо є тільки один спосіб закінчити гру, вони не мають ніякої цінності перегравання. Деякі з альтернативних боїв, таких, як один з черговим Цепелін, було дуже важко пройти, так що максимальний IQ було дуже важко придбати.
Копія Грааля щоденника Генрі Джонса була включена з більш ранніми версіями гри. У той час як дуже відрізняється від версії фільму, він забезпечує збір довідкової інформації молодого Інді і життя Генрі. Щоденник був також необхідний вирішувати головоломки ближче до кінця гри, насамперед, щоб визначити реальний Грааль. Пізніші версії ігор прийшли з укороченою версією щоденника Грааля. Щоденник дав ім'я матері Інді, як Мері, яка була спростована подальшим каноном.

## Ділянку
Сюжет уважно стежить, і розширює фільм Індіана Джонс і останній хрестовий похід. Як починається гра, Індіана Джонс повернувся в свій коледж, після освоєння хреста Коронадо. Він зустрічається з  бізнесменом Волтер Донован, який розповідає йому про Святий Грааль, і зникнення батька Інді.
Інді потім їде до деяких місць які бачили у фільмі, такі як Венеція і катакомби, після зустрічі з співробітником археолога Ельзи Шнайдер. У процесі він знаходить, що його батько в полоні у замку Brunwald, після проходження через mazelike коридорів, боротьби і уникаючи охоронців. Тоді подвійна роль Ельзи розкривається, коли вона викрадає Grail Щоденник від Інді. Після втечі, батько і син проходять через Берлін, щоб повернути собі щоденник і  зустрітися з Гітлером. Потім дістатися до аеропорту, звідки вони мають намір шукати Долину півмісяця, по Цепеліна або біплана. Є багато сцен боїв, і послідовності біплана над Європою, переслідуваної фашистськими літаками.
Кілька ключових елементів фільму, таких як Братство Грааля, Інді один Саллах і вода гонитва Венеції і пустелі бойових сцен (для невеликих прихованих посилань, за винятком) не включені в грі.

## Розвиток
Гра вийшла в травні 1989 року одночасно з фільмом. Вона була доступна для DOS, Amiga, Atari ST, і Mac OS. Версія CD-ROM пізніше вийшла для FM-міст, з 256-кольоровою графікою, а також версії VGA PC. Багато зі сцен, унікальних для гри були задумані Джорджом Лукасом і Стівеном Спілбергом під час створення фільму. Останній хрестовий похід був також першою грою Lucasfilm включити дієслова Дивись і Talk. У деяких ситуаціях, останній почне примітивну систему діалогу, в якому гравець може вибрати один з декількох рядків, щоб сказати. Система була повністю еволюційною в Секрет Monkey Island і залишилася у всіх наступних пригодах LucasArts, за винятком Loom.

## Прийняття
UK журнал C&VG дав PC версії 91% бал, хвалячи графіку, звук і назвавши його «блискучий фільм і чудова гра в своєму власному праві». 1989 року, Дракон дав грі 5 з 5 зірок. Гра входить в 28 найкращих ігор всіх часів Amiga Power. Чарльз Ардан з Computer Gaming World дав грі позитивний відгук, зазначивши її кінематографічну якість і добре продумані головоломки. Ретро розділ огляду Game Informer присудив грі дев'ять з десяти.

## Спадщина
Друга Індіана Джонс графічна пригода Indiana Jones and the Fate of Atlantis, вийшла 1992 року для DOS, Amiga і Macintosh.
Два передбачувані наступники «Доля Атлантиди», а саме «Залізний Фенікс» і «Спис Долі», були скасовані.